# Cruzeiro Paroquial de Aborim
O cruzeiro paroquial de Aborim é dedicado a São Sebastião, sendo também conhecido por Cruzeiro de São Sebastião, devido à imagem em relevo, daquele mártir no pedestal. Dos datados, do Município de Barcelos, é o mais antigo.
É um exemplar muito interessante, assente sobre uma plataforma de três degraus, composto por pedestal, coluna e cruz.  No pedestal, além da imagem de São Sebastião, já referida, tem uma caveira  e, na parte de trás uma inscrição.  A coluna é composta por uma base, fuste oitavado e um capitel quadrangular.  Na cruz tem a imagem de Cristo crucificado.”
O Crucificado domina-o na simplicidade da sua escultura, impregnada dum misticismo puro.
Para que haja perfeita harmonia em tão modesto conjunto até uma das legendas gravadas na base é sensivelmente simpática: "ESTA OBRA FOY FEYTA POR DEVOCÃO NO ANNO DA PESTE DE MIL QUINHENTOS E SESSENTA E SETE."
Este cruzeiro foi removido em 1985 aquando da pavimentação em paralelo da avenida que liga à igreja, e depois de estar algum tempo desmontado e encostado na berma foi montado, rodando-lhe noventa graus a cruz em relação ao pedestal.